# Soldato

Structura mafiei americane

Un soldato sau soldat este primul nivel oficial din ierarhia formală a mafiei americane și siciliene. O persoană este promovată la gradul de soldat doar dacă este deja membru asociat organizației. Asociații, care nu sunt considerați membri ai mafiei, trebuie să depună un jurământ al tăcerii ca să poată deveni membri inițiați - i.e. made man - și să ajungă soldați.
Picciotto (la plural picciotti) este un termen utilizat pentru a denota un mafioso sau soldato de grad inferior, dar de obicei se referă la un soldato tânăr și lipsit de experiență sau în unele cazuri la un asociat cu relații în familie, dar care nu este încă un „made man” (implicit nici soldat). Un picciotto desfășoară activități simple precum colectarea banilor, amenințări, furturi, intimidări sau bătăi.